# Hemelvaartklooster (Moskou)
Het Hemelvaartklooster (Russisch: Вознесенский монастырь, Voznesensky monastiri) was een Russisch-orthodox klooster voor vrouwen binnen de muren van het kremlin van Moskou, vlak bij de Spassky toren. Het klooster werd in oktober 1918 door de bolsjewistische regering gesloten.

## Geschiedenis
Er bestaat geen betrouwbare informatie over de exacte datum van de oprichting van het klooster. Er wordt aangenomen dat dit omstreeks het jaar 1386 moet zijn geweest. De stichteres van het klooster zou Eudoxia van Moskou zijn, de vrouw van Dimitri Donskoi. Toen Eudoxia weduwe werd, nam zij zelf de sluier aan. Net voor haar overlijden, in 1407, werd begonnen aan de vervanging van de houten kathedraal door een kathedraal van steen. Acht jaar later werd de kathedraal getroffen door brand en in 1467 herbouwd door Maria van Borovsk, de vrouw van Vasili II. Zestien jaar later werd het klooster opnieuw door brand getroffen, waarbij de kathedraal volledig uitbrandde. In 1588 wordt de kathedraal zodanig verbouwd dat het op een replica leek van de nabijgelegen Kathedraal van de Aartsengel Michaël, monumentaal en bekroond met vijf koepels.
Een indrukwekkende lijst van vrouwelijke leden van de Russische adel werd in dit klooster begraven. Het klooster werd tevens gebruikt als tijdelijke residentie voor verloofde prinsessen tot het huwelijk plaatsvond. De weduwe van Ivan IV, Maria Nagaja, verwelkomde hier Marina Mnishek, die er een aantal dagen zou doorbrengen voordat zij zou huwen met Nagaya's zoon, Dimitri I.
Het kloostercomplex werd door de eeuwen heen uitgebreid met meer kerken. In 1634 gaf Michaël I van Rusland opdracht tot de bouw van een nieuwe kerk. Deze kerk werd gewijd aan diens patroonheilige Michaël Maleinos. In de late jaren van de 17e eeuw werd een klokkentoren toegevoegd. In 1823 werd een twee verdiepingen tellend armenhuis bijgebouwd. De belangrijkste toevoeging in de 19e eeuw werd echter de Kerk van de Heilige Catharina. De kerk was een prachtig neogotisch ontwerp van Carlo di Giovanni Rossi, een Russische architect van Italiaanse komaf. De bouw begon in 1807. Tijdens de invasie van Napoleon werd het klooster ernstig ontwijd en de bouw aan de kerk stopgezet. De Catharinakerk kwam in 1817 gereed en werd een van de belangrijkste neogotische bouwwerken van Moskou.
Donkere wolken pakten zich boven het klooster samen toen artillerievuur van de oktoberrevolutie de gebouwen beschadigden en het klooster spoedig een vreselijk lot zou treffen.

## Sluiting
In oktober 1918 werd het klooster gesloten. De monialen werden gedwongen het klooster te verlaten. Samen met enkele monialen had de hegoemena nog kans gezien een aantal waardevolle voorwerpen te verbergen op de binnenplaats, echter na ontdekking door de bolsjewieken werden de voorwerpen overgedragen aan het Arsenaal van het Kremlin. In de jaren 1929-1930 werd het klooster samen met een aantal andere religieuze bouwwerken, zoals het Tsjoedovklooster, Verkondigingskerk en de Constantijn en Helenakerk, tot op de laatste steen afgebroken.

## Kerken
- Kathedraal van de Hemelvaart (bouwjaar 1519)
- Catharina Kerk (1808-1817)
- Michaël Maleïnoskerk (bouwjaar 1634)

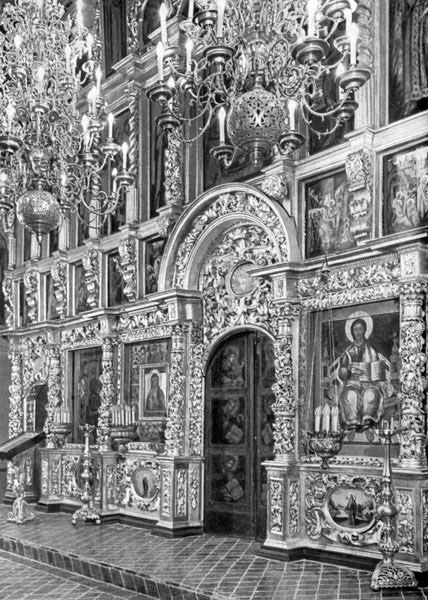
iconostase Hemelvaartkathedraal; tegenwoordig in de Kerk van de Twaalf Apostelen
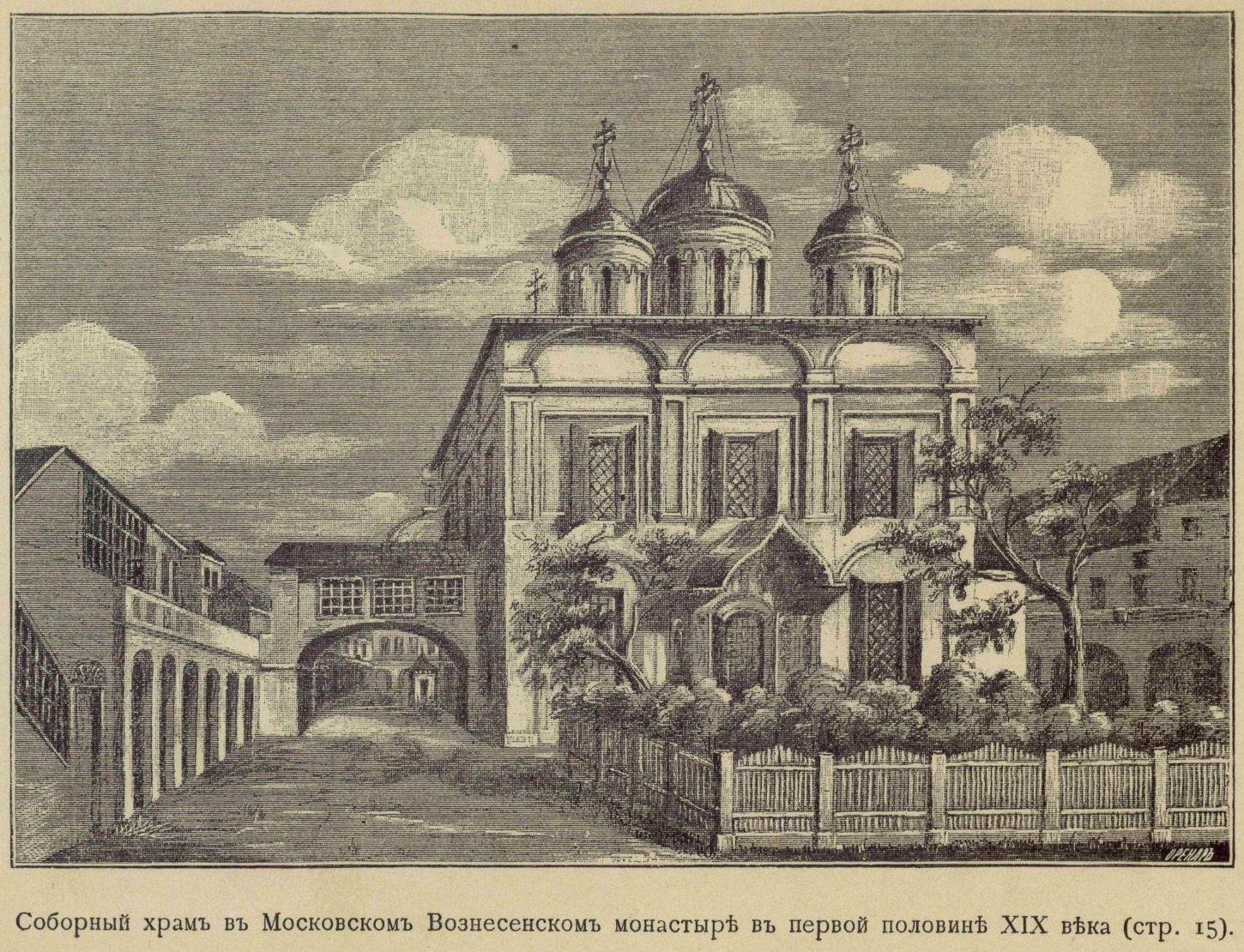
Hemelvaartkathedraal op 19e-eeuwse gravure